# Xuebaoshan
Xuebaoshan (kinesiska: 雪宝山) är en köping i sydvästra Kina. Den ligger i stadsdistriktet Kaizhou i storstadsområdet Chongqing, omkring 310 kilometer nordost om det centrala stadsdistriktet Yuzhong. Antalet invånare är 8 229. Befolkningen består av 3 956 kvinnor och 4 273 män. Barn under 15 år utgör 28,0 %, vuxna 15-64 år 61 %, och äldre över 65 år 9,0 %. Fram till 2019 hette orten Baiquan (kinesiska: 白泉) och hade status som socken.